# Адмони, Владимир Григорьевич
Влади́мир Григо́рьевич Адмо́ни (также Вольдема́р Вольф Го́йвишевич Кра́сный-Адмо́ни; 29 октября 1909, Санкт-Петербург — 26 ноября 1993, там же) — советский и российский лингвист, литературовед, переводчик и поэт, доктор филологических наук (1947), профессор (1948). Член-корреспондент Гёттингенской академии наук, доктор honoris causa Упсальского университета. Председатель бюро секции художественного перевода Ленинградского отделения СП СССР.

## Биография
Сын известного историка, публициста и еврейского общественного деятеля Григория Яковлевича Красного-Адмони; младший брат композитора Иоганна Григорьевича Адмони.
Окончил отделение иностранных языков Ленинградского государственного педагогического института им. А. И. Герцена (1930). Кандидатская диссертация (1939) посвящена творчеству Жан Поля (Рихтера), докторская диссертация (1947) — творчеству Ибсена.  Член Союза писателей с 1939 года. Преподавал в пединституте иностранных языков и в пединституте им. А. И. Герцена; заведовал в последнем кафедрой германской филологии. С 1960 г. вплоть до смерти — сотрудник Института лингвистических исследований РАН.
В 1964 году на судебном заседании по делу Бродского выступил в его защиту, дав высокую оценку ему как поэту и переводчику.
Начиная с 1984 года, опубликовал несколько сборников оригинальных стихов (некоторые написаны по-немецки или переведены на немецкий автором); в соавторстве с женой Т. И. Сильман — мемуарная проза «Мы вспоминаем» (1993).
Как германист и теоретик языка сформировался в рамках ленинградской грамматической школы (к которой принадлежали также В. М. Жирмунский, С. Д. Кацнельсон и др.). Для его подхода характерно внимание к фактам истории языка; в грамматическом анализе один из первых использовал понятие полевой структуры.
Похоронен на Еврейском кладбище в Санкт-Петербурге.
Двоюродный брат — доктор геолого-минералогических наук Лев Исаакович Красный.

## Основные работы
Автор трудов по немецкому языку, теории грамматики, немецкой и скандинавской литературе. Стихи, мемуарная проза, стихотворные и прозаические переводы с немецкого и скандинавских языков (многие в соавторстве с женой, Т. И. Сильман). Ряд научных и художественных произведений написаны по-немецки или опубликованы в немецких переводах.
По германистике
- Введение в синтаксис современного немецкого языка. М., 1955.
- Исторический синтаксис немецкого языка. М., 1963.
- Развитие структуры предложения в период формирования немецкого национального языка. Л., 1966;
- Пути развития грамматического строя в немецком языке. М., 1973;
- Синтаксис современного немецкого языка: Система отношений и система построения. Л., 1973;
- Der deutsche Sprachbau. Теоретическая грамматика немецкого языка. 4-е изд. М., 1986;

По общему языкознанию
- Основы теории грамматики. М.;Л., 1964.
- Грамматический строй как система построения и общая теория грамматики. М., 1988.
- Система форм речевого высказывания. СПб., 1994.

По литературоведению
- Генрик Ибсен. Очерк творчества. 2-е изд. Л., 1989.
- Томас Манн. Очерк творчества. Л., 1960. (Совм. с Т. И. Сильман).
- Поэтика и действительность: Из наблюдений над зарубежной литературой XX в. Л., 1975;
- Die neue Menschlichkeit. 1992.